# Zelotes skinnerensis
Zelotes skinnerensis är en spindelart som beskrevs av Norman I. Platnick och Prentice 1999. Zelotes skinnerensis ingår i släktet Zelotes och familjen plattbuksspindlar. Inga underarter finns listade i Catalogue of Life.